# سازه چوبی

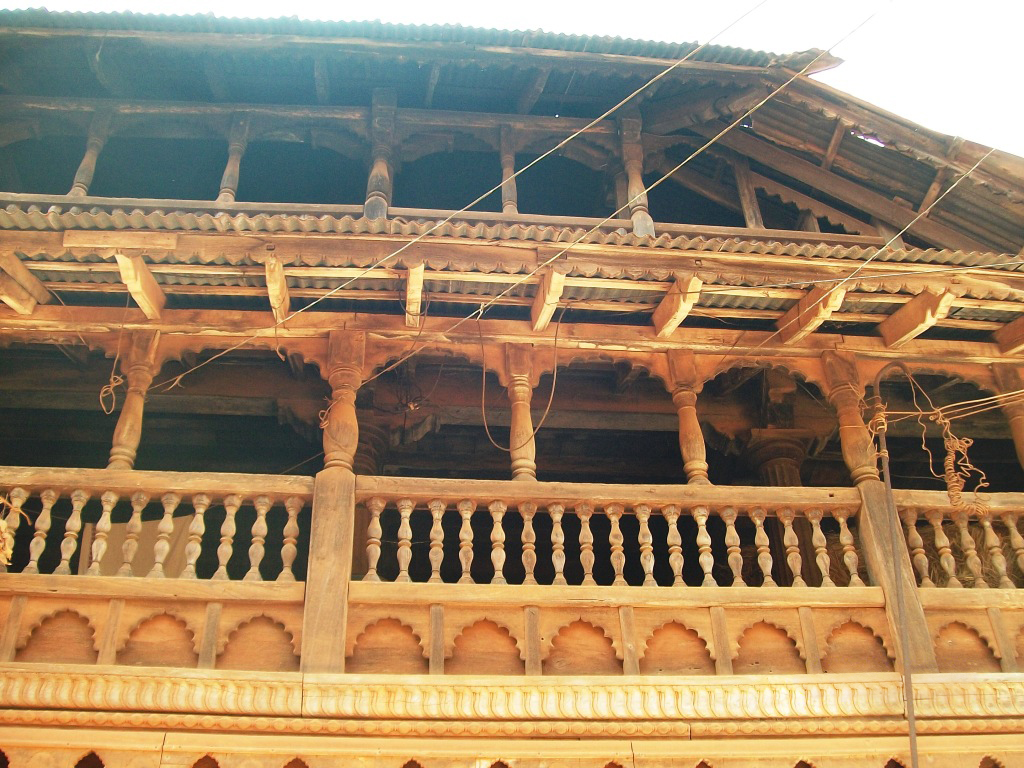

استفاده از سازه‌های چوبی از قدیم در همه کشورهای دنیا امری رایج و طبیعی بوده و با گذشت زمان و ارائه مصالح جدید به سمت استفاده از مصالح جدید رفت.
امروزه سازه‌های چوبی یکی از پرطرفدارترین سازه‌های موجود در دنیا بوده که در حدود بیش از ۲ میلیارد خانه را با کمک این دست از مصالح
ساخته شده‌است.

## مزایای سازه‌های چوبی
فایده‌های سازه‌های چوبی:
1. سبک بودن سازه‌های چوبی و در نتیجه کمتر شدن نیروی زلزله
2. سرعت در اجرای اسکلت و بازگشت سریع سرمایه
3. متناسب با هر آب و هوا و وضعیت اقلیمی
4. متناسب با محیط زیست
5. عمر طولانی و دوام بسیار بالا
6. عایق بندی بسیار مناسب و کاهش مصرف انرژی

## معایب سازه‌های چوبی
مشکلات سازه‌های چوبی:
1. نیاز به نیرو کار حرفه ای
2. مقاومت کم چوب در برابر آتش
3. مقاومت کم مصالح چوبی در برابر حشراتی مثل موریانه
4. نیاز داشتن به جنگل‌های زیاد یا واردات زیاد چوب
5. حساس بودن به مقادیر زیاد رطوبت

## مقاومت در برابر بلایای طبیعی
این ساختمان‌ها به علت داشتن وزن کم و نحوه اتصال دادن اجزا به یکدیگر که شبیه به یک جعبه دوخته شده عمل می‌کند مقاومت بسیار بالای دارد. ساختمان‌های چوبی بر خلاف سازه‌های بتنی و فولادی که برای ایمنی جانی به صورت معمول ساخته می‌شوند برای سطح خطر استفاده بی‌وقفه ساخته شده و باید بعد از زلزله به صورت کامل قابلیت استفاده کردن را داشته باشند.
همچنین ضریب میرایی بالای چوب در کاهش انرژی و کم کردن وزن ساختمان در حدود ۷ تا ۱۰ برابر باعث بهینه شدن این دست ساختمان‌ها در برابر بلایای طبیعی شده‌است.

## مقاومت در برابر حشرات
سازه‌های چوبی برای مقاوم‌سازی در برابر حشرات الزاماً باید از عایق‌های مخصوصی استفاده کند.
یکی از روش‌های عایق کردن پاشیدن ماده عایق با پمپ است که به صورت سطحی عمل عایق کاری انجام می‌شود. در روش دیگر چوب‌ها در استوانه‌های بسته قرار گرفته و تحت خلاء مواد عایق به رویه و درون مقطع نفوذ می‌کند.

## مقاومت در برابر آتش‌سوزی
سازه‌های چوبی در برابر آتش‌سوزی از مقاومت کمی برخوردار هستند، به همین دلیل رویهٔ آن‌ها را با پنل
های گچی می‌پوشانیم. چرا که گچ با تبلور در حدود ۲۰ درصد آب را در خود دارد. همچنین می‌توان از عایق‌های پوششی برای محافظت از چوب‌ها استفاده کرد. تیرهای قطور و ضخیم چوبی در برابر آتش از تیرهای فولادی مقاومت بیشتری نسبت به خود نشان می‌دهند. دلیل آن هم به وجود آمدن یک لایه زغالی شکل بر روی سطح چوب است که توسط عایق کاری سرعت نفوذ به داخل آتش را کند می‌کند.

## نتیجه‌گیری
استفاده از سازه‌های چوبی در دنیا در حال حاضر در کشورهای پیشرفته امری بسیار رایج بین مهندسین است. در کشورهایی همچون ژاپن، آمریکا و کانادا اهمیت بیشتری به دست از ساختمان‌ها داده می‌شود. این ساختمان‌ها در برابر زلزله عملکرد فوق‌العاده خوبی از خود نشان می‌دهند. سطح عملکردی این ساختمان‌ها بر اساس استفاده بی‌وقفه است. مانند هر سازهٔ دیگری معایب خاص خود را دارد که می‌توان به آسیب‌پذیر بودن در برابر
آتش‌سوزی و حشرات و رطوبت اشاره کرد. استفاده از این ساختمان‌ها نیاز به یک برنامه مدون برای کاشت درخت و ایجاد جنگل دارد و نمی‌توان به سادگی در محیط زیست دخالت کرده و شروع به قطع درختان کرد.